# Tratado de Londres (1884)
El Tratado de Londres (en inglés: London Convention) fue un firmado en 1884 entre Reino Unido y la República Sudafricana. Esta firma sustituyó al Tratado de Pretoria de 1881.

## Antecedentes
El tratado rigió las relaciones entre el República Sudafricana y Reino Unido, después de la retrocesión de la República de Sudáfrica en las secuelas de la primera guerra bóer.

## Contenido del tratado
La convención incorpora la mayor parte de la Convención Pretoria antes, pero con 2 diferencias principales:

### Nombre del país
Tras la Convención de Pretoria, el nombre de la República Sudafricana se cambió por el de Territorio de Transvaal. A petición del Volksraad del Territorio de Transvaal, el nombre se restableció como República Sudafricana.

### Suzeranía
El resultado principal de la Convención de Londres fue que se modificó la soberanía británica sobre la República Sudafricana. La Convención de Londres estipuló que la República Sudafricana tenía derecho a celebrar un tratado con el Estado Libre de Orange sin la aprobación de los británicos. Cualquier otro tratado con cualquier otra nación requeriría la aprobación de los británicos, siempre que estos no tardaran más de seis meses en notificar a la República Sudafricana dicha aprobación o rechazo.